# 관음도
관음도(觀音島)는 경상북도 울릉군 북면 천부리에 있는 무인도로, 울릉도에서 100여m 떨어져 있는 부속 도서이다. 면적은 0.071km2로, 독도의 동도(東島)보다 약간 작다. 최고 높이는 106m, 둘레는 약 800m이다. 이 섬을 울릉도 주민들은 깍개섬 또는 깍새섬이라고 부르는데, 깍새(슴새)가 많은 섬이라는 뜻에서 유래되었다.
2012년에 보행연도교가 준공되어 울릉도와 육로로 연결되었고, 울릉군이 관광지로 개발 중이다. 관음도는 울릉도, 죽도, 독도와 달리 사람이 살지 않지만, 과거에는 주민 3명이 거주하며 토끼와 염소를 방목했다.
이 섬의 북동쪽에는 '관음쌍굴'로 불리는 약 14m 높이의 해식 동굴이 있어 울릉도 3대 절경으로 꼽힌다. 오랜 옛날에는 해적 소굴이었다고 하며, 굴 천장에서 떨어지는 물을 받아 마시면 장수한다는 속설이 전해진다.